# Sveriges kypareförbund
Sveriges kypareförbund var ett svenskt fackförbund inom Landsorganisationen (LO) som bildades 1905. Det upphörde redan 1908.

## Bakgrund
Sveriges allmänna kypareförening upphörde 1902 och kyparekåren hade därefter ingen riksorganisation. Men den i Stockholm 1903 bildade Nya kypareföreningen tog 1905 initiativ till en konferens för att bilda ett förbund.

## Historia
- 1905 bildades Sveriges kypareförbund. Till ordförande utsåg Anselm Svensson. Samma år inrättades arbetslöshets- och reshjälpskassa, sjukhjälps- och begravingskassa, pensionsfond och reservfond för konflikter.
- 1906 tillkom lokalföreningar i Malmö, Uppsala, Norrköping och Göteborg. Förbundet hade nu 547 medlemmar, men kyparekåren var splittrad och många föredrog att vara med i s.k. ganymedföreningar, som var mera kamratföreningar än fackföreningar.
- 1907 ledde en misslyckad strejk till att Stockholmsavdelningen lades ned. Detta försämrade ytterligare den redan tidigare dåliga ekonomin.
- 1908 hölls förbundets sista kongress och man beslöt där att upplösa förbundet.

Yrkesgruppen var nu åter utan riksorganisation fram till 1918 då Sverges Hotell- och restaurangpersonals förbund bildades.